# روس هنتر
روس هنتر (بالإنجليزية: Ross Hunter)‏ (و. 1920 – 1996 م) هو منتج أفلام، وممثل، ومدرس، من الولايات المتحدة الأمريكية، ولد في كليفلاند، أوهايو، توفي في لوس أنجلوس، عن عمر يناهز 76 عاماً.

## وصلات خارجية
- روس هنتر على موقع IMDb (الإنجليزية)
- روس هنتر على موقع ألو سيني (الفرنسية)
- روس هنتر على موقع أول موفي (الإنجليزية)
- روس هنتر على موقع قاعدة بيانات الأفلام السويدية (السويدية)
- روس هنتر على موقع إن إن دي بي (الإنجليزية)
- روس هنتر على موقع قاعدة بيانات الفيلم (الإنجليزية)
- روس هنتر على موقع كينوبويسك (الروسية)